# Rio Ciunganu
O Rio Ciunganu é um rio da Romênia, afluente do Crăciunu, localizado no distrito de Bihor.